# Rodriguinho (futebolista, 2004)
Rodrigo Huendra Almeida Mendonça, mais conhecido como Rodriguinho (Mineiros, 16 de março de 2004), é um futebolista brasileiro que atua como meio-campista ofensivo. Atualmente, joga no São Paulo.

## Carreira
Rodriguinho estreou profissionalmente pelo São Paulo na vitória por 4 a 1 sobre a Universidad Católica na Copa Sul-Americana de 2022, em 8 de julho de 2022, e marcou seu primeiro gol profissional.
Ele se tornou o primeiro jogador juvenil do São Paulo a marcar um gol na estreia.
Em 2023 o jogador participou de 14 partidas pelo São Paulo e deu uma assistência para gol, em 2024 ele teve menos espaço no time e jogou apenas sete partidas. Em 2025 com a chegada do técnico Hernán Crespo, Rodriguinho ganhou mais espaço e vem atuando regularmente, se destacando por dribles e passes.